# Zsolt Szabó (politicus)
Ferenc Zsolt Szabó (Amsterdam, 24 november 1961) is een Nederlandse politicus en voormalig zakenman. Van 2 juli 2024 tot 3 juni 2025 was Szabó staatssecretaris van Koninkrijksrelaties en Digitalisering namens de PVV in het kabinet-Schoof. Eerder was hij actief als VVD-politicus en vicepresident van Capgemini.

## Levensloop
Van 3 juni 2003 tot 30 november 2006 was Szabó Tweede Kamerlid namens de VVD. Hij was woordvoerder voor ontwikkelingssamenwerking, defensie en ICT. Tijdens deze periode was Szabó de mening toegedaan dat Nederland "mede onder druk van internationale wetgeving" op korte termijn de invoering van de elektronische handtekening en identiteitskaarten met biometrische kenmerken zou meemaken. Begin juni 2004 vroeg hij staatssecretaris Medy van der Laan om uitleg over de inzet van opensourcesoftware bij het departement, dit omdat Szabó 'OSS-fetisjisme' bij de overheid wilde voorkomen.
Na zijn vertrek uit de politiek ging Szabó werken als consultant. Hij werd voorzitter van de stichting die het Bel-me-niet register beheert en vicevoorzitter van ECP, het platform voor de informatiesamenleving.
Op 20 augustus 2017 werd Zsolt Szabó benoemd tot ridder in de Orde van de Hongaarse Republiek als erkenning voor zijn actieve bijdrage aan het succes van Hongaarse bedrijven in Nederland en aan de versterking van het positieve imago van Hongarije in Nederland.

### Staatssecretaris
Namens de PVV trad Szabó op 2 juli 2024 als onderdeel van het kabinet-Schoof aan als staatssecretaris Koninkrijksrelaties en Digitalisering en opvolger van Alexandra van Huffelen. Wat betreft de portefeuille Koninkrijksrelaties is hij de meeste rechtse bewindspersoon ooit en de eerste namens de PVV, een partij die in het verleden vaak harde uitspraken heeft gedaan richting de Caribische eilanden in het Koninkrijk.
Op 3 juni 2025 trad Szabó af als staatssecretaris, als gevolg van een coalitiecrisis omtrent asielmaatregelen en de daarop volgende val van het kabinet.

## Persoonlijk
Zijn ouders zijn van Hongaarse afkomst en Szabó kreeg om die reden bij zijn geboorte naast de Nederlandse ook de Hongaarse nationaliteit. Volgens hemzelf heeft hij die nationaliteit in 2024 niet meer en ook niet gehad. Hij heeft in ieder geval (ook) de Nederlandse nationaliteit volgens het bevolkingsregister.

## Verkiezingsuitslagen
| Verkiezing                    | Partij      | Positie | Stemmen |
| ----------------------------- | ----------- | ------- | ------- |
| Tweede Kamerverkiezingen 2003 | VVD (lijst) | 35      | 775     |
| Tweede Kamerverkiezingen 2006 | VVD (lijst) | 30      | 1.461   |